# Theta Lupi
Theta Lupi (θ Lupi, θ Lup) è una stella singola situata nella costellazione del Lupo. La stella, così come altre stelle azzurre della costellazione del Lupo, è un membro dell'associazione stellare Scorpius-Centaurus, e più precisamente del sottogruppo Centauro superiore-Lupo, e la sua velocità peculiare di 16,7±3,7 km/s rispetto ai sistemi vicini fa ritenere che essa possa essere una stella fuggitiva. Situata a circa 410 anni luce dal sistema solare, la sua magnitudine apparente pari a +4,22 fa sì che questa stella sia visibile a occhio nudo nell'emisfero australe.

## Caratteristiche fisiche
Diverse osservazioni hanno permesso di classificare Theta Lupi come stella azzurra di sequenza principale di classe spettrale B2,5 e classe di luminosità Vn, dove il suffisso n sta ad indicare la presenza di linee spettrali particolarmente indistinte dovute alla forte velocità di rotazione della stella, stimata in circa 331 km/s, e di stimare il valore della sua massa in circa 6,5 masse solari e quello del suo raggio in circa 4,5 volte quello del Sole. La forte velocità di rotazione conferisce alla stella, la cui età stimata è di circa 24,6 milioni di anni, l'aspetto di uno sferoide oblato, con un rigonfiamento equatoriale tale che si ritiene che il suo raggio equatoriale sia maggiore del 15% rispetto a quello polare. Theta Lupi irradia con una luminosità circa 792 volte più grande di quella della nostra stella, con una temperatura efficace di quasi 15500 K.